# Abborrtjärnen (Hamrånge socken, Gästrikland, 676392-156082)
Abborrtjärnen är en sjö i Gävle kommun i Gästrikland och ingår i Hamrångeåns huvudavrinningsområde. Sjön har en area på 0,1 kvadratkilometer och ligger 55,2 meter över havet.

## Delavrinningsområde
Abborrtjärnen ingår i det delavrinningsområde (676604-155841) som SMHI kallar för Mynnar i Viksjön. Medelhöjden är 72 meter över havet och ytan är 12,95 kvadratkilometer. Räknas de 2 avrinningsområdena uppströms in blir den ackumulerade arean 33,17 kvadratkilometer. Romsån som avvattnar avrinningsområdet har biflödesordning 2, vilket innebär att vattnet flödar genom totalt 2 vattendrag innan det når havet efter 22 kilometer. Avrinningsområdet består mestadels av skog (88 procent). Avrinningsområdet har 0,1 kvadratkilometer vattenytor vilket ger det en sjöprocent på 0,8 procent.